# 鲁达圣诞节
《鲁达圣诞节》（Ludachristmas）是美国情景喜剧《我为喜剧狂》第2季的第9集，也是整个剧集的第30集。由塔米·赛格编剧，唐·斯卡迪诺执导，2007年12月13日通过全国广播公司在美国首播。客串出演本集的演员包括凯文·布朗、凯·加农、格里兹·查普曼、阿尼塔·吉莱特、塞莱娜·冈萨雷斯（Selena Gonzalez）、巴可·亨利、约翰·卢茨、约翰·F·穆尼（John F Mooney）、马里克·潘考利、安迪·里查克和伊莲妮·斯楚奇。
在这一集中，全国广播公司电视节目《与崔西·乔丹》首席编剧丽兹·莱蒙（Liz Lemon，蒂娜·菲饰）的家人都趁假期来纽约看她，副总裁杰克·唐纳吉（Jack Donaghy，亚历克·鲍德温饰）的母亲科琳·唐纳吉也在圣诞节期间来看儿子。节目的一众演员和编剧准备参加一年一度的“鲁达圣诞节”聚会。男演员崔西·乔丹（Tracy Jordan，崔西·摩根饰）被法院命令必须佩戴一个酒精监探装置。

## 剧情
通用电气公司副总裁杰克·唐纳吉相信自己的母亲科琳因为飓风导致航班取消，应该是不会在圣诞节期间来看望自己了，对此他非常高兴。可没想到科琳选择先坐汽车到达亚特兰大，再从亚特兰大国际机场乘飞机来到纽约。丽兹·莱蒙的家人也在假日里来到了GE大楼，包括她因一次事故导致海马回受损，大脑失去短期记忆功能的弟弟米奇·莱蒙，他一直以为现在还是1985年12月7日，自己还只有17岁，但他实际上已经40岁了。杰克的母亲立刻就对莱蒙的家人感到讨厌，因为他们总是显得很开心，很乐观。科琳于是决心让这家人露出真面目，给儿子看看他们个个都一团糟，他们相互的关系也一样。杰克、科琳和丽兹一家一起度过了融洽的一天，之后还一起去吃晚餐。科琳在餐桌上说，看起来丽兹是两老最喜欢的孩子，米奇于是透露1985年时双亲在一个本该前去观看丽兹参加足球赛的晚上实际上是带他去看电影《七宝奇谋》了。丽兹于是又意外说漏了嘴，让米奇知道自己其实已经40岁了。然后莱蒙一家开始大吵起来，科琳的计划实现了。
与此同时，《与崔西·乔丹》节目组的一众编剧和演员正准备在编剧办公室举办一年一度的鲁达圣诞节聚会。而崔西由于前不久刚被一名法官判决必须在脚踝上戴一个用来监测汗液酒精含量的装置，因此不能参加这次聚会，并对此深感烦恼。电视台杂工跟班肯尼斯·帕塞尔（Kenneth Parcell，杰克·麦克布瑞尔）也很烦恼，因为他觉得这些同事没有一个了解圣诞节的真谛。于是他取消了鲁达圣诞节，让所有人都在他和加里牧师（Reverend Gary，约翰·F·穆尼饰）的带领下坐下来交谈，了解圣诞节的真正含意。结果众演员和编剧从中得到“启发”，跑出电视台大楼要去拉倒楼前那棵大圣诞树。肯尼斯最终阻止了他们，崔西则透露自己已经在不该喝酒的时间里喝酒了。
这一集结束时，《与崔西·乔丹》的演员和剧组成员在一起庆祝圣诞节；而餐厅里，莱蒙一家仍然在争吵，杰克对科琳说：“圣诞快乐，妈妈”，原来他也对看到莱蒙一家并不那么完美而感到高兴。

## 制作

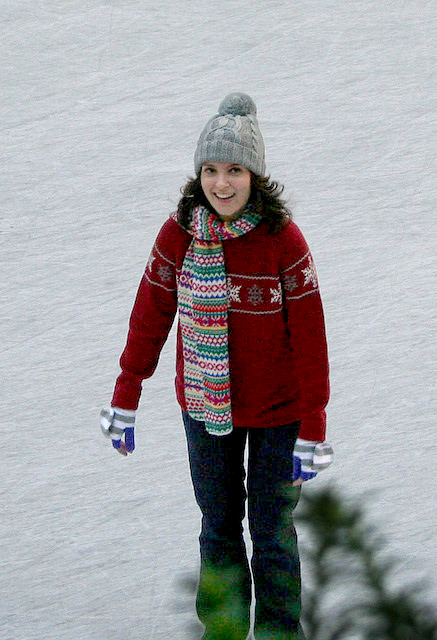
蒂娜·菲在洛克菲勒中心拍摄本集节目

本集节目中，崔西·乔丹因醉酒驾驶而被法院判决在脚踝上戴一个可以监探汗液中酒精含量的装置，这一故事情节实际上是根据男演员崔西·摩根的真实经历改编，他曾两次因酒驾被捕，第一次是2005年12月，第二次是2006年11月。2005年被捕后他被判罚款390美元，36个月缓刑，并需强制参加一个酒精教育课程。而2006年被捕后，他被处以罚款1000美元，驾驶证也被暂停使用6个月，还需要在脚踝上戴一个安全连续远程酒精监控器（Secure Continuous Remote Alcohol Monitoring，简称），该仪器可以对皮肤表面汗液的酒精浓度进行实行监控。
全国广播公司在在其新闻稿中称这一集节目为“第209集”，这集也被非正式地冠以《鲁达圣诞节》（Ludachristmas）之名，之后到了第二季的DVD发行时这个名称才得以确认。一个与此类似的情况则是本集之后的一集节目同样没有命名，所以其正式名称就叫《第210集》。
凯·加农是《我为喜剧狂》的编剧之一，她在本集中扮作一个真人桌台出现在鲁达圣诞节聚会上。她之前还出现在第一季的第18集《焰火》中，扮演一位不知名的妻子角色。坎农还是第一季第11集《头与头发》和第二季的第6集《有人爱》的编剧之一，并且都是与节目主创人、女主演兼执行制片人蒂娜·菲合作。

## 反响
《鲁达圣诞节》在美国首播时吸引了560万户家庭观看，在18-49岁年龄段人群中收获了2.8 / 7的收视率。这个2.8指的是所有18-49岁美国人的2.8%，而7则是指当时有看电视该年龄段美国观众群的7%。这个成绩可以在该时段所有电视节目中排到第二位，仅次于哥伦比亚广播公司的《犯罪现场调查》，而在18-34岁年龄段人群中则排在首位。
《电视指南》的马特·韦伯·米托维奇（Matt Webb Mitovich）认为“要想把一个有关圣诞节真谛的故事拍出新鲜感来是很困难的，所以在我看来，这周的鲁达圣诞节总是缺了点什么”。不过他还是觉得片中有关杰克和丽兹各自家庭的情节表现要更好一些。美国在线电视小队的鲍勃·萨松尼（Bob Sassone）认为本集节目是以一个现代、揶揄的眼光看待圣诞节。《娱乐周刊》的杰夫·拉布雷克（Jeff Labrecque）认为巴可·亨利和安迪·里查克都“注定要扮演”他们的角色。他还认为伊莲妮·斯楚奇在本集中的表现不及她之前的客串出镜那么出色，但仍然是一个受欢迎的角色，因为她就是能够惹恼杰克·唐纳吉。IGN网站的罗伯特·坎宁（Robert Canning）认为本集节目“拥有所有成为假日经典所需的装饰”，只是感觉还有些不够放得开。他还称“这可能不是人们所希望看到的《我为喜剧狂》节日经典，但仍然是坚实和风趣的一集节目。”他最终给节目的评分为8（最高为10）。
伊莲妮·斯楚奇因在本集节目中的表现获得了黄金时段艾美奖喜剧剧集杰出客串女演员奖提名。